# 上今泉駅
上今泉駅（かみいまいずみえき）は、神奈川県高座郡海老名町上今泉（現・海老名市上今泉）にあった相模鉄道相模線の駅（廃駅）。正式には、「上今泉停留場」と称していた。
以下、当時のことに関する記述は、特記がない限り廃止時点におけるものである。また、同停留場の復活に値する新駅の計画もあるので併記する。

## 地理
現在のJR相模線の海老名駅から、同線の約1.6km橋本寄りにあった。この場所は現在のJR相模線の井戸坂踏切と井戸坂橋りょうの間に位置する。北緯35度27分56秒 東経139度23分41秒 / 北緯35.46556度 東経139.39472度座標: 北緯35度27分56秒 東経139度23分41秒 / 北緯35.46556度 東経139.39472度付近。現地に行くと、線路東側に不自然な線路敷地の膨らみがある。

## 駅構造
単式ホーム1面1線のみを持つ地上駅であった。

## 駅周辺
- 海老名国分駅
  - 東急（現・小田急）小田原線に1943年（昭和18年）3月31日まであった駅。
- 海老名村立尋常高等海老名小学校今泉分教場
  - 海老名市上今泉四丁目にある常泉院の敷地内にあった。1933年（昭和8年）4月閉校。
- 相模川

## 歴史
- 1931年（昭和6年）4月29日 - 相模鉄道厚木 - 橋本間開通時に開業[1]。
- 1940年（昭和15年）12月20日 - 海老名村は町制を施行。
- 1943年（昭和18年）10月1日 - 戦時統制下の不急不要の排除により、営業休止[1]。
- 1944年（昭和19年）6月1日 - 相模鉄道相模線国有化時に、正式に廃止[1]。

## 隣の駅
相模鉄道
相模線
厚木駅 - 上今泉停留場 - 入谷駅

## 新駅（復活）計画
神奈川県鉄道輸送力増強促進会議 相模線部会により、海老名駅 - 入谷駅の間に（仮称）上今泉駅を設置するよう、東日本旅客鉄道に要望している（2005年（平成17年）11月時点）。